# ليوناردو سيبولفيدا
ليوناردو سيبولفيدا (بالإنجليزية: Leonardo Sepulveda)‏ هو لاعب كرة قدم أمريكي في مركز الدفاع، ولد في 18 يونيو 2001 في كورونا في الولايات المتحدة. لعب مع لوس انجلوس غالاكسي 2.